# Нумми, Арви Никодимович
Арви Никодимович Нумми - финский писатель.

## Биография
Родился в семье кузнеца. 
Участвовал в финляндской революции 1918 г. на стороне красных.
Эмигрировал в РСФСР. 
Участвовал в Гражданской войне.
В 1920 г. закончил военную школу в Петрограде. 
С 1921 года жил в Карельской АССР. 
Участвовал в организации рабоче-крестьянской школы в с. Ухта. 
Основатель Калевальского литературного объединения.
Умер в 1925 году.

## Память
Постановлением Совета Министров Карельской АССР от 10 мая 1983 г. улица Парковая в посёлке Калевала была переименована в улицу Арви Нумми.